# Electra (Teksas)
Electra – miasto w Stanach Zjednoczonych, w stanie Teksas, w hrabstwie Wichita.